# BTLA
BTLA (англ. B- and T-lymphocyte attenuator) – білок, який кодується однойменним геном, розташованим у людей на короткому плечі 3-ї хромосоми.  Довжина поліпептидного ланцюга білка становить 289 амінокислот, а молекулярна маса — 32 834.
| 10         |  | 20         |  | 30         |  | 40         |  | 50         |
| ---------- |  | ---------- |  | ---------- |  | ---------- |  | ---------- |
| MKTLPAMLGT |  | GKLFWVFFLI |  | PYLDIWNIHG |  | KESCDVQLYI |  | KRQSEHSILA |
| GDPFELECPV |  | KYCANRPHVT |  | WCKLNGTTCV |  | KLEDRQTSWK |  | EEKNISFFIL |
| HFEPVLPNDN |  | GSYRCSANFQ |  | SNLIESHSTT |  | LYVTDVKSAS |  | ERPSKDEMAS |
| RPWLLYRLLP |  | LGGLPLLITT |  | CFCLFCCLRR |  | HQGKQNELSD |  | TAGREINLVD |
| AHLKSEQTEA |  | STRQNSQVLL |  | SETGIYDNDP |  | DLCFRMQEGS |  | EVYSNPCLEE |
| NKPGIVYASL |  | NHSVIGPNSR |  | LARNVKEAPT |  | EYASICVRS  |  |            |

A: Аланін

C: Цистеїн

D: Аспарагінова кислота

E: Глутамінова кислота

F: Фенілаланін

G: Гліцин

H: Гістидин

I: Ізолейцин

K: Лізин

L: Лейцин

M: Метіонін

N: Аспарагін

P: Пролін

Q: Глутамін

R: Аргінін

S: Серин

T: Треонін

V: Валін

W: Триптофан

Кодований геном білок за функціями належить до рецепторів, фосфопротеїнів. 
Задіяний у таких біологічних процесах як адаптивний імунітет, імунітет, поліморфізм, альтернативний сплайсинг. 
Локалізований у мембрані.